# Dejene Birhanu
Dejene Birhanu (Addis Alem, Ethiopië, 12 december 1980 - aldaar, 29 augustus 2010) was een Ethiopische atleet, die zich aanvankelijk had gespecialiseerd op de 5000 m. Sinds 2006 specialiseerde hij zich op de marathon.

## Loopbaan
Op 26 september 2004 won Birhanu de Great North Run in 59.37.
In 2006 werd hij vierde op de marathon van Rotterdam in een tijd van 2:08.46. Hij liep ook de Chicago Marathon als vervanger voor Felix Limo en finishte daar als negende in een tijd van 2:12.27.
Nadat verschillende atletiekfora op 29 augustus 2010 zijn dood hadden gemeld, was aanvankelijk niet bekend hoe Birhanu was overleden. Later werd duidelijk dat hij zelfmoord had gepleegd. Birhanu liet een vrouw en drie jaar oude dochter achter.

## Persoonlijke records
Baan
| Onderdeel | Prestatie | Datum        | Plaats    |
| --------- | --------- | ------------ | --------- |
| 3000 m    | 8.06,56   | 30 juni 2002 | Sheffield |
| 5000 m    | 12.54,15  | 2 juli 2004  | Rome      |
| 10.000 m  | 27.12,22  | 29 mei 2005  | Palo Alto |

Weg
| Onderdeel | Prestatie | Datum           | Plaats    |
| --------- | --------- | --------------- | --------- |
| 5 km      | 13.41     | 6 oktober 2002  | Syracuse  |
| 25 km     | 1:15.12   | 22 oktober 2006 | Chicago   |
| 30 km     | 1:30.03   | 9 april 2006    | Rotterdam |
| marathon  | 2:08.46   | 9 april 2006    | Rotterdam |

Indoor
| Onderdeel | Prestatie | Datum            | Plaats     |
| --------- | --------- | ---------------- | ---------- |
| 5000 m    | 13.11,47  | 20 februari 2004 | Birmingham |

## Palmares

### 5000 m
Kampioenschappen
- 2003: 6e Wereldatletiekfinale - 13.24,88
- 2004: 5e OS - 13.16,92
- 2004:  Wereldatletiekfinale - 13.07,91
- 2005: 8e WK - 13.34,98

Golden League-podiumplek
- 2004:  Golden Gala – 12.54,15

### 10.000 m
- 2002: 5e Afrikaanse kamp. - 28.46,21

### halve marathon
- 2004:  Great North Run - 59.37

### marathon
- 2005: 4e marathon van Fukuoka - 2:11.48
- 2006: 4e marathon van Rotterdam - 2:08.46
- 2006: 9e Chicago Marathon - 2:12.27
- 2007: 31e WK - 2:27.50
- 2008: 7e marathon van Rome - 2:11.23
- 2008: 10e marathon van Amsterdam - 2:12.23
- 2009: 10e marathon van San Diego - 2:18.21

### veldlopen
- 2003: 20e WK (lange afstand) - 37.50
- 2004: 11e WK (korte afstand) - 11.56
- 2005: 6e WK (lange afstand) - 35.42
- 2005: 7e WK (korte afstand) - 11.43